# Les Tentations de Navarre
Les Tentations de Navarre est une série de bande dessinée française dessinée par Pierre Wachs sur des scénarios de Patrick Cothias. Deux tomes sont parus à ce jour chez l'éditeur Glénat, collection Vécu.
Cette série fait partie du Cycle des Sept Vies de l'Épervier, en tant que préquelle centrée sur le personnage de Henri IV.

## Synopsis
La jeunesse de Henri de Bourbon, héritier du petit Royaume de Navarre, appelé à devenir roi de France.

## Albums
- Glénat, collection « Vécu » :

1. Nostre Henric (1999)  (ISBN 2-7234-2554-1)[1]
2. Le Roi lion (1999)  (ISBN 2-7234-2873-7)